# LATAM
LATAM Airlines Chile (anteriormente LAN Airlines, LAN-Chile y LATAM Chile) es la aerolínea de bandera de Chile con sede en Santiago de Chile y una de las fundadoras de LATAM Airlines Group, el holding de aerolíneas más grande de América Latina. El centro principal es el Aeropuerto Internacional Arturo Merino Benítez de Santiago de Chile, con centros secundarios en los aeropuertos de São Paulo, Lima, Bogotá y Asunción.
LAN fue la aerolínea de bandera de Chile hasta su privatización en los años 1990; es la aerolínea predominante en Chile, Ecuador y Perú y la segunda aerolínea más grande de Colombia, a través de sus filiales locales. LAN es la aerolínea más grande de América Latina y presta servicios en América Latina, América del Norte, el Caribe, Oceanía, Asia y Europa.  La aerolínea fue miembro de la alianza de aerolíneas Oneworld de 2000 a 2020. 
LATAM Airlines Group se formó tras la compra de LAN hacia la aerolínea brasileña TAM Linhas Aéreas, que se completó el 22 de junio de 2012. En agosto de 2015, se anunció que las dos aerolíneas cambiarían completamente su nombre a LATAM, con una librea que se aplicaría en todos los aviones para 2018. Actualmente, el Staff de Accionistas de LATAM en su oficina central, Las Condes, Chile y la oficina temporal en Brasil continúan funcionando como empresas separadas, para esto, se les indica a cada una como, LATAM Chile a una y LATAM (Brasil) a la contraria, esto, bajo la dirección ejecutiva de LATAM Airlines Group. LATAM Airlines Group es actualmente la corporación aérea más grande de América Latina.
LATAM cotiza tanto en la Bolsa de Valores de Santiago como en la Bolsa de Nueva York.

## Historia
LAN fue fundada el 5 de marzo de 1929 por el gobierno chileno como Línea Aérea Nacional, pronto se transformó en LAN Chile. Tras la apertura a diferentes mercados (que derivarían en la creación de LAN Perú, LAN Argentina, y LAN Ecuador), LAN adquiere la aerolínea colombiana Aires, que posteriormente sería LAN Colombia. A esto se les suma Ladeco (Línea Aérea del Cobre), establecida en 1958. En agosto de 1995 fue adquirida y comprada por LAN Chile, autorizada por la Comisión Antimonopolios de Chile.
TAM, por su parte, fue fundada el 21 de febrero de 1961. Fue creada por cinco pilotos de vuelos chárter quienes se unieron para formar su propia compañía. Fue creada bajo el nombre Transportes Aéreos Marília, S.A. nombrada así por Marília en São Paulo. Sus siglas hoy significan Transportes Aéreos Meridionáis.[cita requerida]
LATAM Airlines Group fue anunciada el 13 de agosto de 2010, cuando ambas compañías dieron a conocer la firma de un memorándum de entendimiento e informaron que su formación había sido aprobada por las respectivas autoridades de cada país. Cada compañía mantuvo sus operaciones por separado en sus sedes de Santiago y São Paulo. La asociación se concretó finalmente el 22 de junio de 2012.
En 2014 ambas compañías se transformaron en el primer grupo de aerolíneas de América en ingresar al Índice Mundial de Sostenibilidad Dow Jones.
A partir del 5 de mayo de 2016 esta aerolínea opera como LATAM Airlines tras concretarse finalmente la compra de LAN Airlines a TAM Líneas Aéreas.[cita requerida]
El 28 de diciembre de 2016 la aerolínea anunció que la compañía Qatar Airways concretó la compra del 10 % de la aerolínea, lo que equivale a un total de 60,8 millones de acciones, lo que se estima a un desembolso de unos US$608 millones.[cita requerida]
El 10 de septiembre de 2019 se anunció la salida tras 25 años en el cargo del CEO Enrique Cueto. Asumió en su reemplazo Roberto Alvo Milosawlewitsch, el 1 de abril de 2020. El 26 de septiembre del mismo año, se concretó la compra de un 20 % de LATAM de parte de Delta Airlines. En efecto, LATAM Airlines dejaría, tras 20 años, su participación en la alianza Oneworld, finalizando también su acuerdo de código compartido con American Airlines.[cita requerida]
En mayo de 2020, debido al impacto en la aviación de la pandemia de COVID-19, se sometió a un proceso voluntario de reorganización y reestructuración de la deuda en Estados Unidos, amparada por el Capítulo 11 de la ley de quiebra de dicho país. Esto le permitió acceder a US$ 2.450 millones en financiamiento a través del mecanismo de DIP (debtor in possession, por sus siglas en inglés).[cita requerida]
El 17 de junio de 2020, la aerolínea chilena anunció que dejaría de operar por completo en la República Argentina, cancelando todos sus vuelos de cabotaje (tenía 12 destinos internos) y 4 destinos internacionales que operaban con aeronaves de la filial argentina, dando por finalizada la existencia de LATAM Argentina, aunque mantendrá los vuelos internacionales a través de las filiales chilena, peruana y brasileña.
En 2021 LATAM presenta su estrategia de sostenibilidad y consigue la aprobación de su acuerdo comercial con Delta Air Lines.[cita requerida]
En marzo de 2022 la compañía comenzó a operar en el nuevo terminal 2 del Aeropuerto de Santiago, destinado exclusivamente para vuelos internacionales, y un mes más tarde inauguró su nuevo salón vip de 4.000 metros cuadrados, considerado el más grande en su tipo en Sudamérica.

## Marca
El 6 de agosto de 2015, LATAM Airlines Group anunció la adopción de un nombre e identidad única: LATAM. Esta marca agruparía a todas las compañías de pasajeros y de carga que hoy forman parte del grupo: LAN Airlines y sus filiales en Perú, Argentina, Colombia y Ecuador; TAM Linhas Aéreas S.A., TAM Transportes Aéreos Del Mercosur S.A., (TAM Airlines Paraguay); y las líneas aéreas de carga del Grupo LATAM integradas por LAN Cargo, LAN Cargo Colombia, Air Class, y ABSA (TAM Cargo).
El proceso con el cual se definió el nombre tuvo varias etapas, donde se revisaron los posibles escenarios de marca. El estudio se llevó a cabo con el apoyo de la consultora global líder en gestión de marcas Interbrand, en 10 países, 5 de ellos donde aerolíneas del Grupo LATAM Airlines tienen operaciones domésticas de pasajeros, y otros destinos de larga distancia a los cuales también tiene un alcance significativo.
La nueva marca incorpora los atributos y fortalezas más valoradas de LAN y TAM, así como su trayectoria de 86 y 39 años de operación, respectivamente. La decisión de dar origen a una nueva marca es un hito histórico en la industria de la aviación, pues no sólo es el primer grupo aéreo en acogerse a una nueva marca única, sino que además es el primer grupo de líneas aéreas que aspira a ser líder global con una esencia puramente latinoamericana.
El Grupo LATAM Airlines está trabajando en modificar su actual imagen corporativa en oficinas, lo cual será un proceso que tomará aproximadamente 3 años, y que comenzará a ser visible en 2016 de manera gradual en espacios físicos, aviones, oficinas comerciales, mostradores en aeropuertos, sitios web, uniformes, entre otros. 
Los primeros cambios se pudieron ver principalmente en la experiencia de viaje de los pasajeros, como lo son las nuevas cabinas que se han ido incorporando a la flota, los nuevos salones VIP en Santiago y São Paulo, que ya están abiertos al público y que forman parte de la mayor red de salones para pasajeros frecuentes de la región, o las plataformas digitales como entretenimiento a bordo en los dispositivos móviles. En cuanto a los programas de pasajero frecuente de LAN y TAM y sus empresas relacionadas, continuarán implementando mejoras a sus programas actuales.
Respecto a las marcas asociadas al Grupo, estas serán unificadas, con el objetivo de ofrecer un servicio único acorde a la nueva marca.[cita requerida]

### Logotipo
El logotipo, que representa esquemáticamente el continente sudamericano, ha sido inspirado en la identidad y herencia de la región. Por esto se seleccionaron y se crearon colores especialmente para ello, como el índigo y el coral LATAM. El primero representa lo mejor de ambas marcas, ya que se encuentra entre el rojo y el azul que son los colores corporativos de TAM y LAN. El segundo, simboliza la energía y la pasión, reforzando la esencia de la nueva marca. Estos dos colores son acompañados por otros secundarios, que dan vida a la diversidad de América.

### Pasajeros
- LATAM Airlines (código IATA LA) aerolínea matriz establecida en Chile para vuelos internos, regionales e internacionales (long haul).
- LATAM Chile (código IATA LA) filial establecida en Chile para vuelos internos y regionales.
- LATAM Brasil (código IATA JJ y LA) filial establecida en Brasil.
- LATAM Perú (código IATA LP) filial establecida en Perú.
- LATAM Ecuador (código IATA XL) filial establecida en Ecuador.
- LATAM Colombia (código IATA 4C) filial establecida en Colombia.
- LATAM Paraguay (código IATA PZ) filial establecida en Paraguay.

### Carga
- LATAM Cargo (código IATA UC) aerolínea matriz de transporte de mercancías con sede en Chile.
- LATAM Cargo Brasil (código IATA M3) aerolínea de transporte de mercancías establecida en Brasil.
- LATAM Cargo Colombia (código IATA L7) aerolínea de transporte de mercancías establecida en Colombia.

## Flota
Al 31 de diciembre de 2021, LATAM contaba con una flota de 310 aviones con una antigüedad promedio de 10,9 años. De ellos, 59 son Boeing de fuselaje ancho para vuelos de largo radio, 238 aparatos de fuselaje estrecho Airbus y otros  12 aviones Boeing 767 destinados para carga. La aerolínea mantiene un plan para modernizar su flota, por medio de la incorporación de 70 aeronaves de la familia A320neo y de dos Boeing 787-9.
| Tipo de Avion    | Número |
| ---------------- | ------ |
| Airbus A318      | 15     |
| Boeing 737-200   | 42     |
| Airbus A319-100  | 40     |
| Airbus A320-200  | 135    |
| Airbus A320neo   | 35     |
| Airbus A321-200  | 49     |
| Airbus A321neo   | 14     |
| Boeing 767-300ER | 9      |
| Boeing 777-300ER | 10     |
| Boeing 787-8     | 10     |
| Boeing 787-9     | 25     |

## Flota Cargo
| Tipo de Avion   | Número |
| --------------- | ------ |
| Boeing 767-300F | 12     |

## Flota histórica
| Aeronaves                  | Número | Introducido | Retirado | Matrículas |
| -------------------------- | ------ | ----------- | -------- | --- |
| Airbus A318                | 15     | 2007        | 2013     | CC-CVA, CC-CVB, CC-CVF, CC-CVH, CC-CVN, CC-CVP, CC-CVR, CC-CVS, CC-CVU, CC-CVV, CC-CZJ, CC-CZN, CC-CZQ, CC-CZR y CC-CZS |
| Airbus A330-200            | 2      | 2018        | 2019     | EC-MTU y EC-MTT |
| Airbus A340-300            | 5      | 2000        | 2015     | CC-CQG, CC-CQA, CC-CQC, CC-CQE y CC-CQF |
| Airbus A350-900            | 10     | 2016        | 2020     | PR-XTA, PR-XTB, PR-XTC, PR-XTD, PR-XTE, PR-XTE, PR-XTG, PR-XTH, PR-XTI y PR-XTM |
| British Aerospace 146      | 3      | 1990        | 1997     | CC-CET, CC-CEJ y CC-CEN |
| Boeing 707                 | 12     | 1967        | 1994     | CC-CCG, CC-CCX, CC-CER, CC-CDN, CC-CCE, CC-CEA, CC-CEB, CC-CEK, CC-CCK, CC-CDI, CC-CEJ y CC-CEI |
| Boeing 727                 | 5      | 1968        | 1979     | CC-CAN, CC-CAG, CC-CFD, CC-CAQ y CC-CFE |
| Boeing 737-200             | 42     | 1981        | 2008     | CC-CEI, CC-CSD, CC-CSH, CC-CSI, CC-CSP, CC-CYW, CC-CYC, CC-CYK, CC-CVC, CC-CHR, CC-CHS, CC-CZK, CC-CZL, CC-CVD, CC-CHU, CC-CLD, CC-CZO, CC-CZP, CC-CTO, CC-CQQ, CC-CBD, CC-CDH, CC-CDL, CC-CQT, CC-CQU, CC-CQS, CC-CQR, CC-CRP, CC-CRQ, CC-CRS, CC-CVI, CC-CJW, CC-CEE, CC-CHK, CC-CHJ, CC-CYP, CC-CVJ, CC-CVG, CC-CDE, CC-CJK, CC-CJM y CC-CDG |
| Boeing 747-100             | 1      | 1988        | 1990     | EI-BED |
| Boeing 747-400             | 1      | 2018        | 2018     | EC-MDS |
| Boeing 757-200             | 1      | 1996        | 1997     | CC-CYH |
| Boeing 777-200ER           | 2      | 2018        | 2019     | CC-BKA y CC-BKB |
| Convair CV-340             | 4      | 1960        | 1965     | CC-C-LCC (re-reg. CC-CBI), CC-C-LCD (re-reg.CC-CBJ), CC-LCA (re-reg. CC-CBG) y CC-C-LCB (re-reg. CC-CBH) |
| De Havilland DH-104 Dove   | 11     | 1949        | 1968     | CC-CLN, CC-CLW, CC-CLY, CC-CLZ, CC-CAA, CC-CAB, CC-CAC, CC-CAD, CC-CAE y CC-CAF |
| De Havilland Canadá DHC-6  | 6      | 1974        | 1980     | CC-CAE, CC-CBB, CC-CBF, CC-CBH, CC-CBM y CC-CBN |
| Douglas DC-3/C-47          | 7      | 1946        | 1976     | CC-CLDX (re-reg. CC-CBO), CC-CLDP, CC-CLH, CC-CBJ (re-reg. CC-CBX), CC-CLQ (re-reg. CC-CLDT), CC-CBI, CC-CCL (re-reg. CC-CBN) |
| Douglas DC-6               | 6      | 1958        | 1979     | CC-CLDB (re-reg. CC-CCE), CC-CLDD (re-reg. CC-CCG), CC-CCG, CC-CLDE (re-reg. CC-CCH), CC-CLDF (re-reg. CC-CCI) y CC-CLDG (re-reg. CC-CCJ) |
| Douglas DC-8F              | 1      | 1992        | 1993     | CC-CAR |
| Ford Trimotor              | 2      | 1929        | 1937     | NC425H y NC416H |
| Hawker Siddeley HS 748     | 9      | 1967        | 1979     | CC-CEC, CC-CED, CC-CEE, CC-CEF, CC-CEG, CC-CEH, CC-CEI, CC-CEJ y CC-CEK |
| Lockheed Modelo 10 Electra | 6      | 1941        | 1955     | CC-224 (re-reg. CC-LEN y CC-CLE), CC-225 (re-reg. CC-LFN y CC-CLF), CC-226 (re-reg. CC-LGN, CC-CLG y CC-CLEA) CC-227 (re-reg. CC-LHN y CC-CLH), CC-228 (re-reg. CC-LIN y CC-CLI), CC-229 (re-reg. CC-LJN, CC-CLJ y CC-CLEB) |
| Martin 2-0-2               | 4      | 1947        | 1958     | CC-CLR (re-reg. CC-CLMA), CC-CLS (CC-CLMB), CC-CLT (re-reg. CC-CLMC) y CC-CLU (re-reg. CC-CLMD) |
| McDonnell Douglas DC-10    | 5      | 1981        | 1986     | CC-CJN, CC-CJT, CC-CJS, G-BGXF y G-BGXI |
| Sud Aviation Caravelle     | 3      | 1964        | 1975     | CC-CCO, CC-CCQ y CC-CCP |

## Destinos
La aerolínea opera vuelos para pasajeros a países en América, El Caribe, Europa, Asia, África y Oceanía, llegando a un total de 138 destinos en 26 países en los 5 continentes:

## Accidentes e incidentes
El 23 de enero de 2017 el vuelo LAN Perú (LPE) 2430 que viajaba desde Lima a Barcelona, tuvo que aterrizar de emergencia en la ciudad de Bridgetown en la caribeña isla de Barbados por un pasajero con problemas de salud. Afortunadamente el pasajero no sufrió mayores complicaciones.
El 15 de febrero de 2017 un Airbus A320 de LAN Argentina tuvo que aterrizar de emergencia debido a una falla en el motor izquierdo de la aeronave en el aeropuerto de Ezeiza, no hubo heridos ni fallecidos.
El 22 de febrero de 2017 el vuelo JJ3264 de LAN Brasil operado por un Airbus A320-233 PT-MZY, que iniciaba su carrera de despegue desde el Aeropuerto de Congonhas en São Paulo, sufrió una explosión en uno de sus motores, abortando el despegue y alertando a los servicios de emergencia del aeropuerto, posterior a esto los pasajeros fueron desembarcados de forma normal del avión sin que ninguna persona sufriera heridas de gravedad.
El 29 de octubre de 2020 dos Airbus A320 de LATAM colisionaron sus alas en el área de desembarque del Aeropuerto Internacional Arturo Merino Benítez en Santiago. No hubo heridos ni muertos.
El 29 de marzo de 2022 el vuelo 4292 de LATAM Colombia tuvo un problema con el tren delantero y tuvo que aterrizar de emergencia en el Aeropuerto Internacional José María Córdova. No hubo heridos ni muertos.
El 27 de octubre de 2022 el vuelo 1325 de LATAM (Airbus A320, matrícula CC-BAZ) sufrió un incidente grave al entrar en una tormenta de granizo en camino al Aeropuerto Internacional Silvio Pettirossi en Paraguay. La aeronave sufrió daños a los motores, parte del morro y el parabrisas. El avión es un Airbus A320-214 con motores CFM56-5B4/3.
El 18 de noviembre de 2022 el vuelo 2213 de LATAM Perú, un Airbus A320-271N matrícula CC-BHB chocó con un camión de bomberos en la carrera de despegue en el Aeropuerto Internacional Jorge Chávez de Lima, Perú. No se reportaron heridos; sin embargo, los dos bomberos que iban en el camión murieron más uno quedó gravemente herido, pero falleció meses después.
El 4 de mayo de 2023 un Boeing 787-8 de matrícula CC-BBF fue impactado por un remolcador debido a una mala maniobra del operador de este en el Aeropuerto Internacional El Dorado de Bogotá, Colombia al ser remolcado hacia la puerta de embarque. No hubo heridos ni muertos.
El 11 de marzo de 2024, el vuelo 800 de LATAM, operado diariamente por la aeronave modelo Boeing 787-9 de matrícula CC-BGG proveniente del Aeropuerto Internacional Kingsford Smith en Sídney, Australia y con destino final al Aeropuerto Internacional Arturo Merino Benítez en Santiago de Chile, Chile, pero en dirección por escala al Aeropuerto Internacional de Auckland sufrió un acontecimiento anormal y de fallo humano terrible. Cuando el vuelo se encontraba sobrevolando el Mar de Tasmania sufrió un problema causado por la azafata al atender el asiento del capitán de la aeronave, pulsando un interruptor en éste y dejando al capitán presionado y apretado totalmente contra Volante de dirección y desconectando el SET de Altitud A/P (interruptor de activación o desactivación de Piloto Automático (AP), el cual causó que perdiera 300 pies de altitud en un solo minuto. Resultaron 50 personas heridas entre ellas, una en riesgo vital. No se han dado más detalles del incidente, pero LATAM se disculpa totalmente ante el hecho con profundo pesar.[cita requerida]

## Hubs

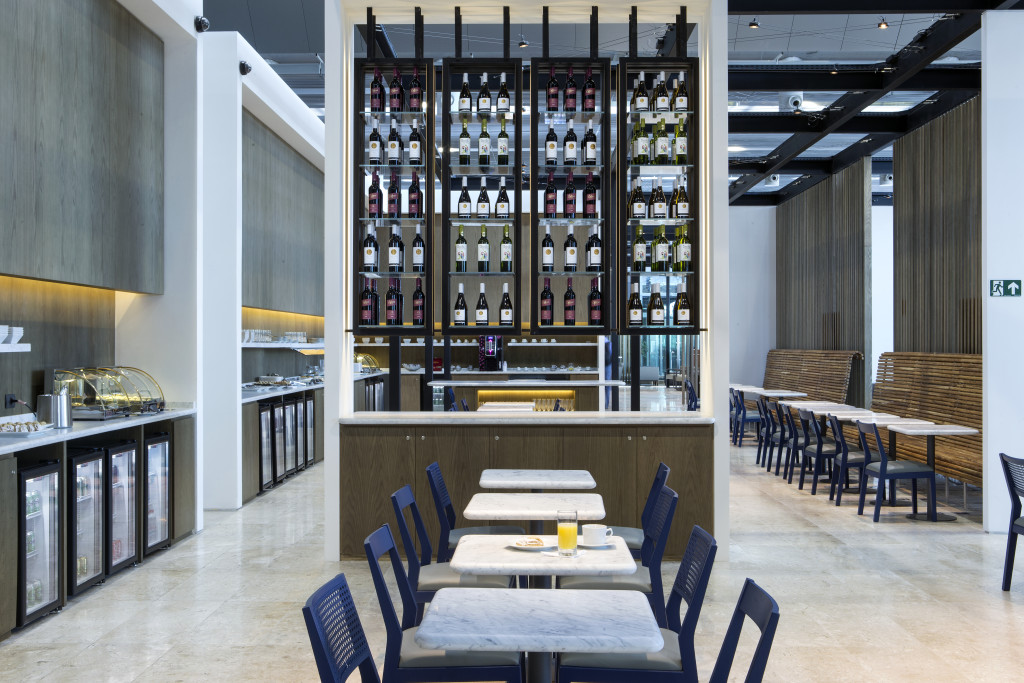
Salón VIP Aeropuerto Guarulhos, São Paulo, Brasil.

Los principales hubs de LATAM son Santiago (SCL), Lima (LIM) y São Paulo (GRU). También tiene otros hubs importantes como Río de Janeiro (GIG), Quito (UIO), Guayaquil (GYE) y Bogotá (BOG). Actualmente se está estudiando un nuevo hub en el noreste brasileño, con el fin de expandir operaciones entre Europa y Sudamérica. A pesar de que ya habían expresado que harían de Bogotá uno de sus Hubs, la aerolínea comunicó que todavía están evaluando cual de los aeropuertos más aptos sería el próximo hub de LATAM en Colombia; los aeropuertos más aptos son El Dorado de Bogotá, El Alfonso Bonilla Aragón que sirve a Santiago de Cali y el José María Cordova que sirve a Medellín.
En varios de estos aeropuertos la aerolínea cuenta con salones VIP con decoración folclórica propios de América.